# Antun Vidaković
Antun Vidaković (mađ. Vidákovics Antal) (Sentivan, 28. studenoga 1947. − 9. prosinca 2015.), mađarski plesni koreograf hrvatske nacionalnosti, skupljač narodne baštine Hrvata, zaslužni kulturni djelatnik Hrvata u Mađarskoj. Djelovao u Pečuhu.

## Životopis
Rodio se je Sentivanu 28. studenoga 1947. godine. U Budimpešti je završio gimnaziju. U Pečuh je završio visoku školu. Obnašao dužnost voditelja i koreografa Folklornog ansambla Baranja od 1971. do 1993. godine. Sakupljao pučku građu. Na kazališnu pozornicu postavio mnoštvo koreografija iz plesne baštine južnih Slavena u Mađarskoj. U Pečuhu je bio prvim pokretačem plesačnica. Predavao ples u pečuškoj Umjetničkoj gimnaziji od 1982. do 1994. godine. Istovremeno je bio stalnim koreografom Pečuških ljetnih igara i pečuškoga Malog kazališta.
Veliki prinos hrvatskoj zajednici u Mađarskoj dao je 1992. godine. Tad je osnovao Hrvatsko kazalište u Pečuhu. Njegovim je umjetničkim ravnateljem od 1995. godine. Umirovio se je prosinca 2009. dok je bio ravnatelj pečuškoga Hrvatskog kazališta.

## Nagrade i priznanja
Nagrađen nizom priznanja i nagrada. Ističu se:
- Srebrni križ za zasluge Republike Mađarske
- Red Danice hrvatske s likom Marka Marulića
- Orden Viteškog križa Republike Mađarske
- Nagrada Harangozó Gyula 2013.